# ユニクロン
ユニクロン（Unicron）は、『トランスフォーマー』シリーズの登場人物である。

## 概要
惑星から変形する、もっとも巨大なトランスフォーマーである。宇宙が誕生したころから存在し、天体を食料とする。サイバトロン総司令官が代々受け継ぐ叡智の結晶体マトリクスを恐れる。時間軸、世界観の違うシリーズに登場するが、イベント限定コミックなどで多用される、全ての世界観は時空移動手段さえあれば往来可能とする多世界解釈を採用した作品では、全て同一人物であり、時空を超えて存在するとされていたが、2015年のコミック作品「TRANSFORMERS:Another Light」にて多元宇宙間の障壁が強化(Shroud)されたことにより、各宇宙ごとにそれぞれのユニクロンが存在する設定に変更された。その存在はトランスフォーマーの世界において、作品や時代を超えて幾度となく最大の脅威として描かれ、場合によっては直接の登場はしなくとも、その裏で多大な影響を及ぼしうるため、トランスフォーマー史上最凶の敵とも言える。

### オリジン
上述のように各作品に登場するユニクロンは全て同一人物という解釈がよく行われていたが、現在ではこの設定は変更されている。
これにより全て同一人物のはずのユニクロンが各シリーズ毎にそのオリジンから異なる設定となっている、という矛盾は解消されている。
戦え!超ロボット生命体トランスフォーマー2010第26話「原始の呼び声」の劇中では、ロボット生命体を創造した大天才プリマクロン／Primacronによって創造されたが、その後プリマクロンに反逆し勝手に行動するようになったと語られている。
アメコミ版ではセイバートロン星に憑依した光と秩序の神プライマス／Primusと善悪の対になる暗黒の神にして、またの名をカオス・ブリンガー（混沌をもたらす者）の異名を持つ闇の神霊的存在の実体化とされている。

## 登場作品
- トランスフォーマー ザ・ムービー
- 戦え!超ロボット生命体トランスフォーマー2010
- ビーストウォーズ 超生命体トランスフォーマー
- ビーストウォーズネオ 超生命体トランスフォーマー
- 超ロボット生命体トランスフォーマー マイクロン伝説
- トランスフォーマー スーパーリンク
- トランスフォーマー ギャラクシーフォース（設定のみ）
- トランスフォーマー バイナルテック
- トランスフォーマー キスぷれ
- トランスフォーマー (ドリームウェーブ版)
- トランスフォーマー (マーベルコミック版)
- 超ロボット生命体 トランスフォーマー プライム
- トランスフォーマー/最後の騎士王（言及のみ）
- トランスフォーマー:ウォー・フォー・サイバトロン・トリロジー
- トランスフォーマー/ビースト覚醒

## 劇中での活躍

### 『トランスフォーマー ザ・ムービー』での活躍
声は鈴木瑞穂、原語版はオーソン・ウェルズ。
2005年、ユニクロンは冒頭にて惑星リゾンなどの天体を喰らいながら宇宙を彷徨っていた。星の捕食プロセスは、近づいた星に二本の牙（角）を食い込ませ、その牙の間に開く口腔の超吸引力でその星の表面を吸い込みつつ、最後には直接噛み付いて飲み込んでしまう。喰われた星は内部のミキサーやプレス機で建物や住民ごと細かく砕かれ、ユニクロンのエネルギーに変換吸収される。生き残った者や体内への侵入者は爪のついた触手で捕獲し、溶鉱炉のような器官で消化してしまう。ある日、地球でサイバトロンとデストロンの大規模な戦闘が起こる。ユニクロンはその千里眼で瀕死のコンボイから取り出されるマトリクスを発見、自らにとって脅威となることを知った。セイバートロン星への退却途中で瀕死の状態のまま遺棄されていたデストロン破壊大帝メガトロンを回収し、ガルバトロンとして再生。共に遺棄されていた他のトランスフォーマーも再生し、ガルバトロンに部下として与え、マトリクスを破壊させるべく使役する。しかし、マトリクスを手中にしたガルバトロンはユニクロンを脅迫。ユニクロンはその報いとして巨人形態に変形しセイバートロン星に侵攻する。目から光線、口からプラズマ火炎を放ち、なによりその巨大な体躯の防御力と超質量攻撃はセイバートロン星のデストロン守備隊や駆けつけたサイバトロン戦士たちの攻撃をものともしない。だが最後はサイバトロンの若者ホットロディマスがマトリクスを奪回、発動させユニクロンは爆散した。残った頭部のみ、セイバートロン星の周りを不吉な衛星のように周回するようになった。
『ザ・ムービー』のサウンドトラックに収録されている『The Transformers』の日本語訳詞では、「ユニコーン」と翻訳されている。

### 『戦え!超ロボット生命体トランスフォーマー2010』での活躍
声は石井敏郎、原語版はロジャー・C・カーメル。
『ザ・ムービー』で爆散して首だけとなり、セイバートロン星の衛星となっていた。休眠状態だが、内部に忍び込んだデストロンのスカージやスタースクリームによって意識を取り戻す。メトロフレックスの目、ダイナザウラーのトランスフォーム・コグ、そしてセイバートロン星をボディとして復活を画策したが失敗したため、再び衛星として浮かんでいる。

### 『トランスフォーマー リターン・オブ・コンボイ』での活躍
本作品において「ユニクロン」の名前は登場しないが、突如現れた帝王「ダークノヴァ」のメディア初登場時のイラストはユニクロンに酷似した姿だった。また本作品における「ダークノヴァ」の惑星サイズの巨大な身体や、メガトロンを再生強化するなどの描写に多くの共通点が見られる。ただし劇中では一切関係性が語られることはなく、終盤で姿を現したダークノヴァも共通点の皆無な完全新規デザインであった。

### 『ビーストウォーズ 超生命体トランスフォーマー』での活躍
声は中村秀利。
惑星エネルゴアにおいて（ビースト）コンボイと対峙した。これはこの惑星を監視するエイリアンが、コンボイ自身の記憶から作り出したユニクロンの頭の立体映像であり、本人ではない。最悪最強のトランスフォーマーとしてビースト戦士たちにも知られているという事実である。
また、ユニクロン戦争で戦死したスタースクリームの霊体が登場し、その回想シーンとして惑星状態のユニクロンが登場している。なお、スタースクリームは実際に『ザ・ムービー』で初代ガルバトロンに処刑されたので、その内容は自身の活躍を誇張した虚言のイメージ映像である。

### 『ビーストウォーズネオ 超生命体トランスフォーマー』での活躍
声は小村哲生。
前作『ビーストウォーズII』の惑星ガイアに眠るアンゴルモアエネルギーがユニクロンのエネルギーだったと言及され、本作品中盤にて配下であるブレントロンを送り出し、自らのエネルギーが封印されているアンゴルモアカプセルを集めさせ、そしてエネルギー体としてそのエネルギーを大量に吸収していた前破壊大帝（ビースト）ガルバトロンのボディを依り代として復活を果たす。真っ先に挑んできたマグマトロンを倒した後、そのままセイバートロン星に侵攻。サイバトロン軍を壊滅させ、セイバートロンの全てを司るベクターシグマを乗っ取り、「ベクターシグマ・ユニクロン」としてセイバートロン星を新たなボディにして完全復活する。だが、復讐に燃えるマグマトロンにベクターシグマから追い出されて失敗し、生徒たちや帰還したライオコンボイの助力を得たビッグコンボイが放ったマトリクスバスターのエネルギーを吸収するも、最後はそのエネルギーに耐え切れずに消滅していった。設定では過去に「グレート・ウォー」と呼ばれる宇宙大戦争を引き起こし、当時のデストロンの母星とされた惑星ダイナソアを破壊したと言われているが、これが『ザ・ムービー』での戦いのことを指すのかは不明である。なお、ビックコンボイたちと戦った時は「第二次グレート・ウォー」と呼ばれている。
コミックボンボンに連載された漫画版では最初はブラックボールと呼ばれる黒い球状の物体に姿を隠して、両軍にカプセル収集を示唆。カプセルを吸収した後、頭部だけを再生させて、セイバートロン星そのものと融合、星ごと変形して復活した。サイバトロンとデストロンの連合艦隊を一蹴するも、ビッグコンボイ部隊の前に敗北。本体であるスライム状の生命体はビッグコンボイに寄生するが、ビッグコンボイがマトリクス開放を応用した自爆を行ったことで共に消滅した。

### 『ビーストウォーズメタルス 超生命体トランスフォーマー』での活躍
本人は登場しないが、劇中様々な妨害工作を行ってきたタランス、デストロン3長老はユニクロンの眷属である。サイバトロン、デストロン双方を壊滅させるべく暗躍してきたことが語られている。

### 『超ロボット生命体トランスフォーマー マイクロン伝説』での活躍
第24話から登場。声は長克巳、英語版はマーク・アチェソン、ゲーム版ではマシュー・キング。
一人称は「私」。主な武器は足から放つプラネットストライクと呼ばれるミサイル、そして胸から撃つ波動砲であるカオスブリンガー。一千万年前よりセイバートロン星の月に擬態し、サイバトロンとデストロンの争いによるトランスフォーマーたちの怒りと憎しみの心を食らいつつ復活の時を狙っていた。自らの頭脳細胞をダブルフェイスなるトランスフォーマーとして分離し、サイバトロンとデストロンの戦争を煽る。数百万年前、自らの細胞をマイクロンとして分離させ、災いを生む力として暗躍させる計画だった。だが、時空を越えて現れた地球人の子供であるラッドたちにより、マイクロンは意思を持ち平和を願うようになってしまい、その結果作戦は失敗した（なお、劇中ではマイクロンたちが自我を持たなかった場合のパラレル的な世界も描写されるが、その世界ではサイバトロン・デストロン両軍ともマイクロンに逆に利用され、ユニクロンに取り込まれてしまっている）。完全に覚醒した後は胸から撃つ波動砲のカオスブリンガーでセイバートロン星を破壊し、吸収しようとした。しかし、ユニクロン内部での（アルマダ）コンボイたちの活躍により意志ユニットであるダブルフェイスを失ったために休眠。その後、脳細胞は再生しつつワープして逃亡、惑星の影から出現する描写がある。なお、惑星形態の直径だけで4万キロメートルあり、ロボットモードではさらに巨大である。
内部は機械的だった『ザ・ムービー』と異なり有機的な構造をしている（また、マイクロンも卵のような物から生れ落ちている）。ただし触手は斬られると電気のようなモノを発するなど、機械的な要素も併せ持つ。また、『ザ・ムービー』と異なり、（アルマダ）コンボイの持つ、マトリクスを恐れる描写は無い。
復活したその姿は『ザ・ムービー』とは若干異なる新たな姿だが、劇中ダブルフェイスの意識の中に登場する惑星状態のユニクロンは「ザ・ムービー」に酷似した姿であり、マルチヴァース（パラレル）である作品間の繋がりを想起させる。
本作品で初の玩具化が発売された。また、海外版でのタイトルを引用して「アルマダユニクロン」と呼ばれることがあるが、『ザ・ムービー』や『ビーストウォーズネオ』などの初代（G1）シリーズのユニクロンとは同一人物の設定である。

### 『トランスフォーマー スーパーリンク』での活躍
声は神奈延年、特別編では川口敬一郎。英語版は前作と同じ。
かつてユニクロンに捕食された惑星があった。内部で生きながらえていたその星の住人、アルファQは意識を失ったユニクロンの力を利用。他の住人をテラーコンとして復活させ、失われた母星の復活を目論んだ。前作のラストで飲み込まれていたデストロンの破壊大帝（アルマダ）メガトロンもガルバトロンとして復活。ユニクロンの力を奪い合う展開になり、アルファQが頭部を切り離し、デストロンがボディを手に入れる。エネルゴンの力で黒いボディに変化したユニクロンは欲望のままに暴れまわる宇宙の驚異として始動するが、アルファQの改心、オメガコンボイの活躍で滅び去る。だが、ユニクロンはガルバトロンの体内に浸透していた。サイバトロンとの激しい死闘の末、ガルバトロンは己の意志を取り戻し太陽の中に消える。実はユニクロンの真の正体は、全てのトランスフォーマーが持つ、破壊衝動、闘争心などの悪意だったという説がある。オメガスプリームがガルバトロンに言い放った「お前にユニクロンが乗り移ったのではないお前の心がユニクロンを生んだのだ」という発言であり、前作でもユニクロン自身が「憎しみの心がある限り自分を倒すことはできない」とも、そして「トランスフォーマーたちが戦いを続ける限り自分の力は増大し続ける」とも語っている。
また、特別編にもスペシャルゲストとしてユニクロンを模したプログラムが参戦。サイズは他のトランスフォーマーと同等ながら、ロディマスコンボイ・ホットショットの2人を圧倒する実力を見せた。戦いの結果は明確には描写されていないが、ホットショットが無意識（寝言）で「やりましたねロディマス殿!二人の友情に乾杯!」と言っている。
玩具は劇中カラーをイメージしたブラックバージョンが数量限定で発売された。

### 『トランスフォーマー ギャラクシーフォース』での活躍
本作品では、諸般の理由によりアニメ本編では「ユニクロン」という言葉は全く登場しないが（本編では第33話での説明にて邪神と表現されている）、設定上ではユニクロンの存在が大きくこの世界に関わっている。DVD第9巻のブックレットでは、本編では伏せられた本来の設定が掲載されており、グランドブラックホールはユニクロン消滅の影響により発生したものと明言されている。また、プラネットX（エックス）はマスターメガトロン（後のマスターガルバトロン）によりスパークを吸収されたユニクロンの肉体の再生機能のみが時空を超えた世界で暴走し生まれたものと明言されており、そのプラネットX（エックス）のトランスフォーマーであるノイズメイズとサウンドウェーブも実はユニクロンの配下で、彼らもまたユニクロン復活を画策していたとされる。
海外版『TRANSFORMERS CYBERTRON（トランスフォーマー サイバートロン）』では、名を伏せることはなく、本来の設定に近い形で放送された。

### 『トランスフォーマー バイナルテック』での活躍
玩具のみのシリーズである本作品にも登場はしないが、ストーリーの背景としてその存在が語られた。本作品は、初代（G1）シリーズ～『G-2』、そして、『ビーストウォーズ』を経て本作品で生まれ変わったジャガーことラヴィッジの歴史改編により、『THE MOVIE』や『2010』の運命とは異なる道筋を辿ることになる「関連性を持つパラレルワールド」である。これにより数々のキャラクターの死は回避されたが、ユニクロンが到来する運命は変わらず、ストーリー上でその存在を示唆する内容が語られている。

### 『トランスフォーマー ユニバース』での活躍
ビーストマシーンズ（ビーストウォーズリターンズ）の後の物語で、ユニクロンが様々な並行世界や時間軸からデストロン・サイバトロンを問わず戦士を呼び寄せ洗脳、新たなデストロン＜ミニオン・オブ・ユニクロン＞を作り上げ、大戦争を引き起こす。

### 『トランスフォーマー キスぷれ』での活躍
「ザ・ムービー」と「2010」とのミッシングリンクである本作品では、劇中で起こる事件・現象のほぼ全てにユニクロンの意志が介在している。「第一部」ではその存在は隠されていたが、「第二部」において全ての謎が解かれバラバラに展開していた事件が一点に集約する結末を見せた。突如現れた三つの光球「スパークボット」は「プライマスの使徒」であると名乗り「オールスパークの欠片」を回収することを命じるが、彼らこそが「ザ・ムービー」で爆発四散したユニクロンの尖兵であり回収された「欠片」はユニクロン自身の「アンゴルモア・エネルギー」だった。
覚醒したプライマスによって過去の地球にまで追い詰められたユニクロンは不完全なエネルギーのみの状態で強制的に再生を試みその姿を現すが、プライマスによってアンゴルモア・エネルギーごと地球に封印されてしまう。
「カーロボット」における地球に眠る「ガイア・エネルギー」とはプライマスによって封印されたユニクロンのエネルギーだった。これが後の「ビーストウォーズII」における未来の地球「惑星ガイア」に封印された「アンゴルモア・エネルギー」へとリンクする。また「キスぷれ第一部」の発端となったガルバトロンの地球墜落自体がユニクロン再生のための陰謀だった。「ユニクロン細胞」を内包したガルバトロンの欠片は地球中に拡散し増殖を繰り返し、無機物に寄生し「レギオン」へと変態、「有機物・人間」へ寄生したものが「キスプレイヤー」となった。劇中その増殖・再生能力を持つ細胞を取り込むことで「パラサイテック体」となって蘇生したコンボイらは、次第にその力に飲み込まれ破壊衝動に取り付かれていった。

### 『超ロボット生命体 トランスフォーマー プライム』での活躍
声は中村秀利、原語版はジョン・ノーブル。
サイバトロンの創生神話に語られるかつて創造神プライマスと相争った伝説の破壊神で、物語序盤にはそのユニクロンの血の結晶とされるダークエネルゴンが登場。メガトロンが宇宙で発見したもので、死んだトランスフォーマーをテラーコンとして蘇らせる性質を持ち、さらに壊れた機械を金属生命体に変えてしまうことができる。劇中ではクリフジャンパーがこれの力で怪物と化し、それから流れ出た液体が付着した機械のパーツが虫のようなロボットに変化している。メガトロンはダークエネルゴンを取り込み生きたままパワーアップに成功する。
実は地球自体がユニクロンそのものであり、メガトロンはユニクロンを目覚めさせるためにダークエネルゴンを集めていた（それが明らかになった第24話以降ガイアユニクロンの呼称が用いられるようになる）。また岩石でできた分身体ともいえる存在を無数に作り出すことができる。ガイアユニクロンを説得できなかったオプティマスプライムはメガトロンと共闘し、マトリクスを使いガイアユニクロンの意識を封じることに成功する。
その後、最終シーズンで完結篇である『Predacon Rising（プレダコン・ライジング）』ではサイバトロン星のコアの起動に反応して意識が復活。メガトロンの体内に残っていたダークエネルゴンを介して体を乗っ取りユニクロンメガトロンに再生強化を施し、それを自身の新たな依代にして活動を開始する。サイバトロン星に直接乗り込むとプレダコンの墓場に眠る大量のプレダコンの死骸をテラーコンに変えてサイバトロン星のコアを破壊せんと迫り、それを阻もうとしたオートボットおよびプレダコンらと激突する。オプティマスプライムがオールスパーク捜索から帰還するとオプティマスプライムと交戦、彼の持っていたオールスパークのケージを奪い取るが、既にオールスパークはオプティマスプライムが体内に取り込んでおり、自身の魂はメガトロンの身体から引き剥がされ、そしてそのケージ内部に閉じ込められる形で再び封印された。

### 『トランスフォーマー/最後の騎士王』での活躍
言及のみであるが、本作品のメインヴィランでラスボスで最大の敵で、生命を司るプライムの一人で、かつて恐竜大絶滅を起こしてトランスフォーマーを創造した存在である創造主クインテッサの口から語られた、惑星サイバトロンであるサイバトロン星の敵として恐れられている超大型トランスフォーマー。劇中では地表から突き出た角のみが登場した。
本作品にて、実は地球の正体はユニクロンであることが創造主クインテッサによって語られ、惑星サイバトロンであるサイバトロン星の接近に呼応するかの如く6本の角が各地に出現した。創造主クインテッサとディセプティコンの目的は、かつて騎士たちに奪われたマーリンの杖を使ってユニクロンのエネルギーを全て吸収し、そのエネルギーで荒廃した惑星サイバトロンであるサイバトロン星を蘇生させることだった。
現在は各地に散在するように角が生えているが、これは大陸移動に伴って角の位置が移動したためであり、大陸が移動する前のパンゲアのころはストーンヘンジを中心とした円となるように生えていた。
ユニクロンが実写映画版トランスフォーマーシリーズに登場するのは本作品が初となる。「地球の正体がユニクロン」という設定は、『超ロボット生命体 トランスフォーマー プライム』から引用されたもの。

### 『トランスフォーマー:ウォー・フォー・サイバトロン・トリロジー』での活躍
第2章 アースライズ/Earthriseと第3章 キングダム/Kingdomに登場。声は田中美央、英語版はジョナサン・リポフ。

### 『トランスフォーマー/ビースト覚醒』での活躍
声は山路和弘、原語版はコールマン・ドミンゴ。
テラーコンたちを陰で操る、惑星並みの巨体を誇るトランスフォーマーとして登場。その巨体を維持するため、これまで多くの惑星を捕食し、そのエネルギーを摂取してきた。
全宇宙を支配すべくトランスワープ・キーを狙い、マクシマルの故郷を滅ぼしたが、肝心のところでキーを逃した結果、何千年もの間時空の狭間に取り残されて空腹を募らせている。

## 眷属/Heralds of Unicron
ユニクロンが生み出し、その支配下に置かれる。ユニクロンの眷属が用いるインシグニアマークは、本来ブレントロンを示すものであったが、後にコミックなどで正式に眷属たち全般を示すものとなった。
ユニクロンの配下
- 『トランスフォーマー ザ・ムービー』『戦え!超ロボット生命体トランスフォーマー2010』

この作品時点での設定ではユニクロン独自の部下はまだ持っておらず、裏切りの行為を繰り返していたスタースクリームに宇宙に遺棄されたメガトロンも含むデストロン兵をユニクロンの力で転生された姿となっている。
-   - ガルバトロン/Galvatron
  - サイクロナス/Cyclonus
  - スカージ/Scouge
  - スウィープス/Sweeps

- 『トランスフォーマー (マーベルコミック版)』
  - ガルバトロンII/Galvatron II
  - フック/Hook
  - ライン/Line
  - シンカー/Sinker

- 『トランスフォーマー:ウォー・フォー・サイバトロン・トリロジー』
  - ガルバトロン/Galvatron
  - ネメシスプライム/Nemesis Prime（※海外版でのブラックコンボイ/Nemesis Primeの名称）

- 『ビーストウォーズネオ 超生命体トランスフォーマー』

独自の部下を持つようになったのはこの作品のころからである。玩具では海外のみ発売された『メタルス』のフューザー戦士の色替え。
-   - ブレントロン/Blendtrons
    - ラートラータ/Rartorarta（※海外で発売されたデストロンのフューザー戦士のインジェクターの色替え（一部のみ））
    - エルファオルファ/Elephorca（※海外で発売されたサイバトロンのフューザー戦士のトーカの色替え）
    - ドランクロン／Drancron（※海外で発売されたデストロンのフューザー戦士のスカイシャドウ）の色替え）

- 『ビーストウォーズメタルス 超生命体トランスフォーマー』
  - タランス/Tarantulas（※無印から登場しているが、身分が明かされたのは今作からである）
  - トリプティコン評議会/Tripredacus Council
    - ラムホーン/Ram Horn
    - シカタゴン/Cicadacon
    - シークランプ/Sea Clamp

- 『トランスフォーマー ウォー・ウィズィン』
  - ザ・フォールン/The Fallen

- 『超ロボット生命体トランスフォーマー マイクロン伝説』
  - ダブルフェイス/Sideways（※終盤で（正確には搭乗者型マイクロンであるミラー/Mirror）ユニクロン本人であることが判明）
  - スカージ/Nemesis Prime
  - スラスト/Thrust（※ユニクロンに鞍替えした元デストロンの参謀で「冷徹軍師」の異名を持つ。日本名は当初スカイワープ/Skywarpになる予定だった）

- 『トランスフォーマー アルマダ （ドリームウェーブ）』
  - サンダーウイング/Thunderwing
  - ブラジオン/Bludgeon
  - ダージ/Dirge

- 『Transformers: Energon （ドリームウェーブ）』
  - ユニクロンの四騎士/Unicron's Four Horsemen（※劇中イラストで確認した限りだと前作カデコリーで販売されたメタルス戦士、エアラザー・ライノックス・テラザウラー・チータスと似た姿をしており、それぞれ蛇と馬を合体したような金属生物に騎乗している。）
    - ウォー/War
    - デス/Death
    - ファーマイン/Famine
    - ペストレンス/Pestilence

- 『トランスフォーマー ギャラクシーフォース（TRANSFORMERS:CYBERTRON）』
  - ノイズメイズ/Sideways（※海外版のみダブルフェイスと同一人物の設定）
  - サウンドウェーブ/Soundwave（※海外版のみの設定）

- 『トランスフォーマー ユニバース』
  - ラムジェット/Ramjet
  - ミニオン・オブ・ユニクロン/Minions of Unicron

- 『トランスフォーマー キスぷれ』
  - スパークボット/Sparkbots
    - アンジェラ/Angela
    - スターダスト/Star Dust
    - 残月/Zangetsu

- 『Transformers: Beast Wars: The Ascending』
  - ミニオン・オブ・ショカラクト/Minions of Shokaract
    - アンタゴニー/Antagony
    - カタクリズム/Cataclysm
    - サンドストーム/Sandstorm
    - ヘルスクリーム/Hellscream
    - マックスビー/Max-B
    - スラストール/Thrustor
    - ハードヘッド/Hardhead

- 『Beast Wars Sourcebook』
  - ウィンドレーザー/Windrazor

- 『トランスフォーマー/ビースト覚醒』

この作品ではテラーコンと総称される。
-   - スカージ/Scouge
  - ナイトバード/Nightbird
  - バトルトラップ/Battletrap
  - トランジット/Transit
  - フリーザー/Freezer
    - スコルポノック/Scorponok（玩具上はプレダコン / Predacon所属となっているが、劇中ではテラーコン同様、ユニクロンの配下となっている。）

## 玩具
『TRANSFORMERS THE MOVIE』公開時から、何度か玩具化の試みがなされている。『MOVIE』では2バージョン、『ビーストウォーズネオ』でも試作品製作が様々な媒体で後に確認されているが、予算の点で製品化まで至らなかった。そして、2003年に『マイクロン伝説』で遂に製品化の悲願が達成し、『スーパーリンク』でもブラックバージョンが数量限定発売された。『ギャラクシーフォース』の海外版の『CYBERTRON』でもタンクに変形する小型のユニクロンが新規開発され発売、日本でユナイテッド版での発売の際には『アークユニクロン』の名称となった。2010年には『マイクロン伝説』版をベースに『トランスフォーマー ザ・ムービー』初代(G1)当時の頭部を忠実に再現し、カラーリングも同様に変更された『星間帝王ユニクロン』が限定発売された。2018年には『マイクロン伝説』版をベースにし、テレビ本編で無数のマイクロンが集合して生み出されたユニクロンのカラーリングを再現した『ユニクロン（マイクロン集合体カラー）』が発売された。
2021年にはHasbro社のクラウドファンディング商品『Haslabトランスフォーマー WAR FOR CYBERTRON ユニクロン』として発売された。ロボットモード時のサイズで横幅89.5cm、全高69cm、奥行33.5cm、 惑星モード時で横幅95cm、全高84.45cm、奥行き55.7cm （リングおよびディスプレイスタンドを含む）と過去に類をみないサイズであり変形玩具史上最も巨大な変形玩具となっている。「スタンドから取り外すとロボットモード時には自由にポーズが付けられ惑星モード時には完全な球体になる」と商品紹介にはあるが、その巨大さと重量のため基本的に両モード共にディスプレイスタンド必須となっている。ロボットモードの頭部は惑星モード時には取り外すようになっていて、ダメージ再現された顔面と合わせることで「2010」時のセイバートロン星の衛星軌道上にある時の状態を再現することが出来る。